# Cnemaspis occidentalis
Espèce
Statut de conservation UICN

 EN B2ab(iii) : En danger
Cnemaspis occidentalis est une espèce de geckos de la famille des Gekkonidae.

## Répartition
Cette espèce se rencontre en Guinée, en Sierra Leone et en Côte d'Ivoire.

## Publication originale
- Angel, 1943 : Sur deux lézards nouveaux, de la Haute-Guinée française, appartenant aux familles de amphisbénidés et des gekkonidés (Matériaux de la Mission Lamotte au Mont Nimba, en 1942). Prémière note. Bulletin du Muséum national d'histoire naturelle, Paris, ser. 2, p. 15, n. 4, p. 163-166.